# 裂苞香科科
裂苞香科科（学名：Teucrium veronicoides）为唇形科香科科属下的一个种。

## 扩展阅读
- 維基物種上的相關：裂苞香科科